# Fernando De Filippi
Fernando De Filippi (né le 11 avril 1940 à Lecce) est un artiste italien, à la fois peintre, sculpteur, photographe et performeur. Il a également été professeur puis directeur de l'Académie des Beaux-Arts de Brera, à Milan.

## Biographie
Né à Lecce dans les Pouilles, il y étudie l'art à l'Institut d'art et a sa première exposition dès 1959 à la Galerie Il Sedile. Fernando De Filippi étudie ensuite à Milan à l'Académie des Beaux-Arts de Brera, dont il sort diplômé en 1964, en scénographie. Il y sera plus tard professeur. 
Au cours de sa carrière, il pratique à la fois la peinture, la sculpture, la photographie, la vidéo et la performance jusqu'à parvenir à la création d'installations. 
Aux débuts de sa carrière, il pratique une peinture informelle mais à la fin des années 1960 il adopte un style figuratif, proche du Pop art, en choisissant des thèmes engagés et militants, se manifestant notamment dans ses séries dédiées à Cuba et à Lénine. Dans les années 1970, il expose son travail au Palais des Beaux-Arts de Bruxelles puis au Musée d'Art moderne de la Ville de Paris aux côtés de Giangiacomo Spadari, Paolo Baratella et Umberto Mariani, ses amis de la scène milanaise, qui pratiquent, eux aussi, une peinture engagée éminemment sociale et politique. À cette époque, il fréquente souvent Paris et les artistes de la Figuration narrative. Son travail est d'ailleurs retenu par Gérald Gassiot-Talabot pour l'exposition Mythologies Quotidiennes 2, organisée en 1977 au Musée d'Art moderne de la Ville de Paris.
De Filippi a été directeur de l'Académie des Beaux-Arts de Brera de 1991 à 2009 puis de l'Académie des Beaux-Arts de Vérone de 2009 à 2011. 
Il a participé à cinq éditions de la Biennale de Venise, en 1970, 1972, 1975, 1976 et 1977. Il a été parmi les protagonistes des IXe, Xe, XIe et XIIe éditions de la Quadriennale de Rome et de la Triennale de Milan en 1981. Il a participé aux expositions Arte in Italia à Galerie d'art moderne de Turin de 1960 à 1975. Il a été commissaire de l'exposition Art italien à la Haward Gallery de Londres, de l'exposition Le Linee della ricerca artistica in Italia au Palais des expositions de Rome, Aspetti della Pittura Italiana dal dopoguerra ai nostri giorni au Musée d'art de São Paulo et à celui de Rio de Janeiro.
En 1988, une grande rétrospective lui est consacrée au Palais royal de Milan. En 2009, Lecce, sa ville natale, lui dédie une exposition anthologique dans l'Église San Francesco della Scarpa et, en 2015, la Fondation Mudima de Milan lui consacre une monographie, sous le titre La rivoluzione privata,.
Entre autres musées, la Fondation Cariplo de Milan compte des œuvres de l'artiste dans ses collections.